# Zygmunt Odrowąż-Zawadzki
Zygmunt Ludwik Stanisław Odrowąż-Zawadzki (ur. 27 listopada 1911 w Radgoszczy, zm. 13 października 2008 w Gdańsku) – generał brygady Wojska Polskiego.

## Życiorys
Ukończył Szkołę Podchorążych Piechoty w Ostrowi Mazowieckiej (od 15 listopada 1929 do 27 lipca 1930 był uczniem 60. klasy). 7 sierpnia 1932 prezydent RP mianował go podporucznikiem ze starszeństwem z 15 sierpnia 1932 i 144. lokatą w korpusie oficerów piechoty, a minister spraw wojskowych wcielił do 57 pułku piechoty w Poznaniu. 1 marca 1935 prezydent RP nadał mu z dniem 1 stycznia 1935 stopień porucznika w korpusie oficerów piechoty i 144. lokatą. W 1937 został przeniesiony do Wyższej Szkoły Wojennej w Warszawie, w charakterze słuchacza kursu 1937/39. Był najmłodszym wiekiem absolwentem tej szkoły. Podczas kampanii wrześniowej oficer operacyjny 14 Wielkopolskiej Dywizji Piechoty. Uczestnik bitwy nad Bzurą, podczas której dostał się do niewoli niemieckiej.
Następnie przez Węgry przedostał się do Wojska Polskiego we Francji. Jako oficer operacyjny Brygady Karpackiej uczestniczył w operacji libijskiej i w walkach o Tobruk. W maju 1942 roku został wyznaczony na stanowisko oficera wywiadowczego w Sztabie Dywizji Strzelców Karpackich. 1 września 1943 roku został szefem Oddziału Operacyjnego Sztabu 3 Dywizji Strzelców Karpackich. Uczestnik kampanii włoskiej. Za bitwę o Ankonę odznaczony Krzyżem Srebrnym Virtuti Militari. W bitwie nad Senio i o Bolonię uczestniczył jako dowódca 5 Batalionu Strzelców Karpackich. Po zakończeniu kampanii włoskiej został dyrektorem nauk w Oficerskiej Szkole Taktycznej 2 Korpusu. Uczestniczył w 29 bitwach, w tym nad Bzurą, pod Ghazalą, pod Monte Cassino, o Ankonę, nad Senio i o Bolonię oraz obronie Tobruku.
Po powrocie do kraju w 1947 r. przez długi czas nie mógł znaleźć pracy. Dopiero po ukończeniu Wyższej Szkoły Ekonomicznej w Poznaniu w 1952 r. otrzymał możliwość zatrudnienia w cywilu.
3 maja 2006 roku Prezydent Rzeczypospolitej Polskiej Lech Kaczyński, na wniosek Ministra Obrony Narodowej Radosława Sikorskiego, mianował go generałem brygady.
Zmarł 13 października 2008 w Gdańsku. W archikatedrze oliwskiej odbyła się msza święta żałobna, koncelebrowana przez arcybiskupa Leszka Sławoja Głódzia, jest pochowany na cmentarzu w Oliwie (kwatera 23-7-3). Był ostatnim żyjącym oficerem dyplomowanym Wojska Polskiego w II Rzeczypospolitej.
Odznaczony m.in. Krzyżem Komandorskim Orderu Odrodzenia Polski oraz Krzyżem Srebrnym Virtuti Militari.

## Rodzina
Zygmunt Odrowąż-Zawadzki był ostatnim mężczyzną z rodu Odrowążów-Zawadzkich, potomkiem św. Jacka Odrowąża i biskupa Krakowa Iwo Odrowąża. Poślubił Lidię z domu Łańcucką, z którą miał jedyną córkę Joannę Odrowąż-Zawadzką, lekarza medycyny. Zygmunt posiada też jedyną wnuczkę, Annę Odrowąż-Coates, z domu Odrowąż-Zawadzką, żonę pilota wojskowego, oficera RAF. Anna Odrowąż-Coates jest dr hab. i profesorem Akademii Pedagogiki Specjalnej w Warszawie.

## Publikacje
- „Zygmunt Odrowąż-Zawadzki. Bóg – Honor – Ojczyzna. Wspomnienia”. Wydawnictwo DJ, Gdańsk 2007.
- „Dzieje 14 Dywizji Piechoty (Poznańskiej)”. GDW, Gdańsk 2005.